# Aeroportul Mandalay Chanmyathazi
Aeroportul Mandalay Chanmyathazi (IATA: VBC, ICAO: VYCZ) este un aeroport din Chanmyathazi Township⁠(d), Mandalay District⁠(d), Regiunea Mandalay, Myanmar.
Situat la o altitudine de 77 m, aeroportul dispune de o singură pistă.